# 증평 송정리 고인돌
증평 송정리 고인돌(曾坪 松亭里 고인돌)은 대한민국 충청북도 증평군 도안면 송정리에 있는 고인돌이다. 2004년 4월 30일 증평군의 향토유적 제8호로 지정되었다.

## 개요
도안면사무소에서 충주방향으로 36번국도를 2.5㎞쯤 가다가 도안농공단지 4거리에서 좌회전 하여 충북철로 밑을 지나 1㎞ 거리에 송정1리 이정표 따라 우측으로 가면 통미마을이 있다. 이 마을 가운데 김정수씨 집마당에 있다.
도안 송정리 고인돌은 청동기시대 유물로 덮개돌은 편편하고 두께가 고른 타원형이다. 덮개돌의 크기는 가로 276㎝, 세로 157㎝, 높이 34㎝이며, 놓여진 긴 길이 방향은 산줄기 흐름과 같은 남-북방향이다. 암질은 화강암이며 고임돌이 거의 없는 듯이 지표면에서 조금 떠 있어 남방식 고인돌로 여겨지며, 강 자갈돌이 덮개돌 밑 부분 둘레에서 확인되고 있는 것으로 보아 무덤방은 강 자갈돌을 이용한 것으로 추정된다.
옛날에는 들판 한 가운데에 있는 작은 언덕(칠송)이었으나, 마을이 생기고 이 일대에 사람이 살게 되면서 집 안에 있게 되었다. 이 고인돌은 1993년 충북대학교박물관에서 도안지역 유적을 조사하던 중 발견되어 청동기시대의 고인돌로 밝혀졌다.

## 참고 문헌
- 송정리고인돌[깨진 링크(과거 내용 찾기)] - 증평문화원